# Планета Шина
Планета Шина (англ. Planet Sheen) — американский мультипликационный CGI-сериал, спин-офф сериала «Приключения Джимми Нейтрона». Мультсериал был создан Китом Алкорном и Стивом Одекерком и основанное на персонажах, созданных Джоном А. Дэвисом, Китом Алкорном и Стивом Одекерком. Nickelodeon упорядочил 26 серий для первого сезона. Озвучивать персонажей вернулись прежние актёры. Анимация стала производиться в Канаде в студиях «Bardel Entertainment» и «C.O.R.E», потому что в 2006 году студия «DNA» была закрыта.
Некоторые серии были показаны в Великобритании и России раньше, чем в США по причине отрицательных рейтингов и долгих задержек.

## Сюжет
Шин случайно улетает в космос на ракете Джимми, не подчинившись предупреждающей записке («Шин, не нажимай на эту кнопку»). Он прилетает на Зенью, где случайно сбивает ракетой дом крайне мстительного советника императора планеты Доркуса, из-за чего ракета ломается. С тех пор тот совершает возмездие над мальчиком при помощи разных способов, а Шин и не подозревает об этом. Император первый подружился с «инопланетянином». На Зенью всё верх ногами и Шин собирается продвинуть её до уровня Земли, а также при этом заводит новых друзей.

## Производство
После успеха мультсериала «Приключения Джимми Нейтрона» его создатели решили сделать спин-офф. Изначально планировали сделать мультсериал «Red Acres», в котором фастфуд-работник попал в космос и приземлился на планете с горными пришельцами, но Nickelodeon отверг эту задумку. Тогда создатели сделали такой сюжет: Шин и Карл крадут ракету Джимми и попадают на странную планету. Однако вскоре продюсеры решили убрать Карла и сосредоточить внимание на Шине, но при этом сделали аналог Карла — пришельца Доппи.
Примечательно, что в сериале не было показано возвращения Шина на Землю, так как мультсериал состоял только из одного сезона. Однако в серии 3 сезона «Завтрашние мальчики» подразумевается, что Шин вернулся домой. Есть предположение, что «Планета Шина» может быть не-каноном, на что указывает подкаст Nickelodeon с Джоном А. Дэвисом, где он сказал, что Шину было лучше оставаться персонажем с небольшими дозами главного героя, из-за чего сожалеет о создании «Планеты Шина» и не считает мультсериал каноном. Также планировался специальный выпуск в финале мультсериала, где Джимми и его друзья собираются забрать Шина с Зенью, но он был отменён, из-за низких рейтингов и затрат на производство.

## Персонажи

### Главные персонажи
- Шин Гуэва Эстевес — протагонист. Попал на планету Зенью на ракете Джимми Нейтрона, когда того не было в своей лаборатории. На Зенью все его испугались, но позже он стал самой известной личностью. Ему построили дом, по форме напоминающий его голову и внутри и снаружи.
- Император — правитель Зенью. Полное имя немного странное, так как состоит из одних глупых звуков. Невысокого роста. По словам Шина, он ростом с щенка, с головой, как у кальмара.
- Нэсмит — говорящий шимпанзе. Попал на Зену за сорок лет до появления на ней Шина. Заговорил он потому, что на Зенью было слишком сильное атмосферное давление, что ускорило развитие клеток мозга. Он зенюанская версия Джимми Нейтрона.
- Асефа — синяя девушка, в которую влюбился Шин. Она из народа Глеморианов. Умеет петь йодль. Имеет домашнего чоктау Чок-Чока. Она зенюанская версия Либби Вольфакс в этом шоу.
- Допполомео «Доппи» Доппидопвеер — лучший Зенюанский друг Шина. Очень похож на Карла Уизера. Внешне он похож на слизня, одет в красную водолазку, имеет четыре глаза и несколько жгутиков на голове. У него нет позвоночника, потому что Доркус вырвал его. Он зенюанская версия Карла Уизера.
- Принцесса Ум[2] — дочь императора, которая влюбилась в Шина. Имеет два лица из-за того, что в детстве чихнула. Любит лизать Шина. Её язык связан с её сердцем. Может доставать свои внутренние органы из тела. Не жует еду.
- Доркус Аврелий — главный злодей в мультфильме. Бывший советник императора. Одет в чёрную мантию. Шин не понимает, что Аврелий желает ему зла. Также он считает, что у Доркуса смешное имя. Злится на Шина потому, что Шин украл его должность советника императора и за то, что он разрушил его дом много раз. Его раздражает, что дом Шина поставили рядом с ним. Имеет маленького друга Пинтера. Его псевдоним — Джуди.
- Пинтер — глуповатый друг Доркуса. Имеет лишь один большой глаз и постоянно находится в полёте.
- Чок-Чок — чоктау Асефы. В отличие от других Чоктау, умеет играть на гармошке и танцевать. Он был одним из опасных существ на Зенью.
- Бобб — уничтожитель пришельцев. Раньше служил Доркусу, потом считает Шина лучшим другом после того, как тот победил его в бою во «Дворце Боли». У него аллергия на блины на палочке. У него мозг в 100 раз меньше тела.
- Гриш — двухголовый оранжевый человек. Бывший друг принцессы Ум. Повержен Шином в серии «Друзья-соперники» во «Дворце Боли». В серии «Языковой манёвр Ум» он притворился Шином, чтобы того Ум не лизала.
- Родители Доппи — мама и папа Доппи. Они похожи на супруг Уизеров. Заботятся о безопасности своего сына — держатся осторожно с острыми, горящими и болеприносящими предметами. Их любимая статуэтка — Великий момент безопасности. Папа носит рубашку, Мама носит платье.

### Озвучка США
- Джефф Гарсиа — Шин Эстевес
- Фред Таташор — Император
- Боб Джоулз — Нэсмит
- Роб Полсен — Доппи
- Солейл Мун Фрай — Асефа
- Джефф Беннетт — Доркус
- Томас Леннон — Пинтер
- Кэнди Мило — принцесса Ум
- Джим Каммингс — Ультра Лорд

## Список серий
| Номер | Название                                     | Автор(ы) сценария                          | Режиссёр(ы)                                  | Дата показа в США | Дата показа в РФ (Nickelodeon) |
| ----- | -------------------------------------------- | ------------------------------------------ | -------------------------------------------- | ----------------- | ------------------------------ |
| 1     | «Пилот»                                      | Джим Хоуп и Стивен Бэнкс                   | Тодд Граймс и Майк Гэзэвэй                   | 2 октября 2010    | 14 мая 2011                    |
| 2     | «Это называется мило?»                       | Джим Хоуп и Стивен Бэнкс                   | Майк Гэзэвэй                                 | 9 октября 2010    | 15 мая 2011                    |
| 2     | «Новый сосед Доркуса»                        | Джим Хоуп, Шон Презент и Аллен Джей Зиппер | Майк Гэзэвэй и Кит Элкорн                    | 9 октября 2010    | 15 мая 2011                    |
| 3     | «Что случилось, Чок?»                        | Джим Хоуп, Шон Презент и Аллен Джей Зиппер | Берт Ринг                                    | 16 октября 2010   | 22 мая 2011                    |
| 3     | «Друзья-соперники»                           | Джим Хоуп, Шон Презент и Аллен Джей Зиппер | Майк Гэзэвэй и Кит Элкорн                    | 16 октября 2010   | 22 мая 2011                    |
| 4     | «День Шина»                                  | Джефф Гуд                                  | Майк Гэзэвэй и Кит Элкорн                    | 28 сентября 2012  | 29 мая 2011                    |
| 4     | «Настоящий мужчина»                          | Джим Хоуп, Шон Презент и Аллен Джей Зиппер | Тодд Граймс                                  | 28 сентября 2012  | 29 мая 2011                    |
| 5     | «Рождение Ультра-Шина»                       | Джим Хоуп, Шон Презент и Аллен Джей Зиппер | Майк Гэзэвэй                                 | 28 ноября 2010    | 5 июня 2011                    |
| 5     | «Преступление и наказание»                   | Джим Хоуп, Шон Презент и Аллен Джей Зиппер | Майк Гэзэвэй                                 | 28 ноября 2010    | 5 июня 2011                    |
| 6     | «С Гронзами наравне»                         | Джим Хоуп, Шон Презент и Аллен Джей Зиппер | Том Морган                                   | 13 ноября 2010    | 12 июня 2011                   |
| 6     | «Торзилла»                                   | Джим Хоуп, Шон Презент и Аллен Джей Зиппер | Майк Гэзэвэй                                 | 23 октября 2010   | 12 июня 2011                   |
| 7     | «День Благополучения»                        | Джим Хоуп, Шон Презент и Аллен Джей Зиппер | Ти Джей Салливан                             | 13 ноября 2010    | 19 июня 2011                   |
| 7     | «Немножко о страшном»                        | Джим Хоуп, Шон Презент и Аллен Джей Зиппер | Джефф Аллен                                  | 23 октября 2010   | 19 июня 2011                   |
| 8     | «Акт 1, Шин 1»                               | Джим Хоуп, Шон Презент и Аллен Джей Зиппер | Майк Гэзэвэй и Тодд Граймс                   | 28 ноября 2010    | 26 июня 2011                   |
| 8     | «Денежный костюм Шина»                       | Джим Хоуп, Шон Презент и Аллен Джей Зиппер | Джефф Аллен                                  | 28 ноября 2010    | 26 июня 2011                   |
| 9     | «Помой Шина»                                 | Джим Хоуп, Шон Презент и Аллен Джей Зиппер | Джефф Аллен                                  | 18 мая 2012       | 3 июля 2011                    |
| 9     | «Сто загадок, сто отгадок»                   | Джим Хоуп, Шон Презент и Аллен Джей Зиппер | Кен Митчроуни                                | 18 мая 2012       | 3 июля 2011                    |
| 10    | «Нянька для Чок-Чока»                        | Кит Элкорн                                 | Майк Гэзэвэй и Тодд Граймс                   | 12 февраля 2011   | 10 июля 2011                   |
| 10    | «Языковой манёвр Ум»                         | Джим Хоуп, Шон Презент и Аллен Джей Зиппер | Джефф Аллен                                  | 12 февраля 2011   | 10 июля 2011                   |
| 11    | «Опасность на первой базе»                   | Синди Боведа Спекман                       | Джефф Аллен                                  | 6 июля 2012       | 3 ноября 2011                  |
| 11    | «Боевой ударный отряд по борьбе с монстрами» | Джим Хоуп, Шон Презент и Аллен Джей Зиппер | Майк Гэзэвэй и Тодд Граймс                   | 26 февраля 2011   | 3 ноября 2011                  |
| 12    | «Убить пересмешника»                         | Джим Хоуп, Шон Презент и Аллен Джей Зиппер | Джефф Аллен                                  | 17 августа 2011   | 10 ноября 2011                 |
| 12    | «Фокус Шина»                                 | Джим Хоуп, Шон Презент и Аллен Джей Зиппер | Майк Гэзэвэй и Тодд Граймс                   | 17 августа 2011   | 10 ноября 2011                 |
| 13    | «Квартирный вопрос»                          | Джим Хоуп, Шон Презент и Аллен Джей Зиппер | Джефф Аллен                                  | 18 августа 2011   | 17 ноября 2011                 |
| 13    | «Несвидания»                                 | Джим Хоуп, Шон Презент и Аллен Джей Зиппер | Том Морган                                   | 18 августа 2011   | 17 ноября 2011                 |
| 14    | «Шин повеливает»                             | Джим Хоуп, Шон Презент и Аллен Джей Зиппер | Джефф Аллен                                  | 7 сентября 2012   | 24 ноября 2011                 |
| 14    | «Олух и клятва Гиппократа»                   | Джим Хоуп, Шон Презент и Аллен Джей Зиппер | Майк Гэзэвэй и Тодд Граймс                   | 7 сентября 2012   | 24 ноября 2011                 |
| 15    | «ЭкспресШинизм»                              | Джим Хоуп, Шон Презент и Аллен Джей Зиппер | Джефф Аллен и Чед Ван Де Кир                 | 4 мая 2012        | 1 декабря 2011                 |
| 15    | «Надо сходить»                               | Джим Хоуп, Шон Презент и Аллен Джей Зиппер | Франциско Авалос                             | 4 мая 2012        | 1 декабря 2011                 |
| 16    | «Хорошо смазанная боевая ма-Шина»            | Джон Мори                                  | Крэйг Джордж                                 | 8 июня 2012       | 8 декабря 2011                 |
| 16    | «Доркус в цепях»                             | Джим Хоуп, Шон Презент и Аллен Джей Зиппер | Йен Фридмэн                                  | 8 июня 2012       | 8 декабря 2011                 |
| 17    | «В погоне за шляпой»                         | Синди Боведа Спекман                       | Чед Ван Де Кир                               | 25 мая 2012       | 15 декабря 2011                |
| 17    | «На одном языке»                             | Джим Хоуп, Шон Презент и Аллен Джей Зиппер | Франциско Авалос                             | 25 мая 2012       | 15 декабря 2011                |
| 18    | «Чревовещание»                               | Джим Хоуп, Шон Презент и Аллен Джей Зиппер | Крэйг Джордж                                 | 5 октября 2012    | 22 декабря 2011                |
| 18    | «Неровное самочувствие»                      | Джим Хоуп, Шон Презент и Аллен Джей Зиппер | Йен Фридмэн                                  | 5 октября 2012    | 22 декабря 2011                |
| 19    | «Последний танец — бритый танец»             | Кит Элкорн                                 | Чед Ван Де Кир                               | 26 октября 2012   | 29 декабря 2011                |
| 19    | «Большая ягодная проблема»                   | Джим Хоуп, Шон Презент и Аллен Джей Зиппер | Франциско Авалос                             | 2 ноября 2012     | 29 декабря 2011                |
| 20    | «Козёл отпущения»                            | Джим Хоуп, Шон Презент и Аллен Джей Зиппер | Крэйг Джордж                                 | 14 сентября 2012  | 5 января 2012                  |
| 20    | «Изысканная Кухня Шина»                      | Джим Хоуп, Шон Презент и Аллен Джей Зиппер | Йен Фридмэн                                  | 14 сентября 2012  | 5 января 2012                  |
| 21    | «Метаморфозы Шина»                           | Джим Хоуп, Шон Презент и Аллен Джей Зиппер | Чед Ван Де Кир                               | 26 октября 2012   | 2 августа 2012                 |
| 21    | «Невыполнимая миссия Шина»                   | Джим Хоуп, Шон Презент и Аллен Джей Зиппер | Франциско Авалос                             | 2 ноября 2012     | 2 августа 2012                 |
| 22    | «Ночной кошмар Шина»                         | Джим Хоуп, Шон Презент и Аллен Джей Зиппер | Крэйг Джордж                                 | 16 ноября 2012    | 9 августа 2012                 |
| 22    | «Пока, малыш Драки»                          | Джим Хоуп, Шон Презент и Аллен Джей Зиппер | Йен Фридмэн                                  | 16 ноября 2012    | 9 августа 2012                 |
| 23    | «Шин-гонщик»                                 | Синди Боведа Спекман                       | Чед Ван Де Кир                               | 11 мая 2012       | 16 августа 2012                |
| 23    | «Шин на карантине»                           | Джим Хоуп, Шон Презент и Аллен Джей Зиппер | Франциско Авалос, Майк Гэзэвэй и Тодд Граймс | 11 мая 2012       | 16 августа 2012                |
| 24    | «Поиски бананов»                             | Джим Хоуп, Шон Презент и Аллен Джей Зиппер | Крэйг Джордж и Йен Фридмэн                   | 15 февраля 2013   | 23 августа 2012                |
| 25    | «Красавица в ярости»                         | Джим Хоуп, Шон Презент и Аллен Джей Зиппер | Чед Ван Де Кир                               | 21 сентября 2012  | 30 августа 2012                |
| 25    | «Зловредное дыхание»                         | Филипп Вон                                 | Франциско Авалос                             | 21 сентября 2012  | 30 августа 2012                |
| 26    | «Промашечка вышла»                           | Джим Хоуп, Шон Презент и Аллен Джей Зиппер | Крэйг Джордж                                 | 9 ноября 2012     | 6 сентября 2012                |
| 26    | «Рассвет завоевателей»                       | Джим Хоуп, Шон Презент и Аллен Джей Зиппер | Йен Фридмэн                                  | 9 ноября 2012     | 6 сентября 2012                |